# Joseph Anton Kruse
Joseph Anton Kruse (* 8. Juni 1944 in Dingden/Kreis Borken, heute Hamminkeln) ist ein deutscher Literaturwissenschaftler und war der langjährige Direktor des Heinrich-Heine-Instituts in Düsseldorf.

## Leben
Joseph Anton Kruse begann 1963 eine geistliche Ausbildung am Missionspriesterseminar der Steyler Missionare in St. Augustin bei Bonn und studierte von 1965 bis 1969 Germanistik, Katholische Theologie, Philosophie und Geschichte an der Rheinischen Friedrich-Wilhelms-Universität Bonn, wo er 1972 bei Manfred Windfuhr mit einer Arbeit über Heinrich Heine promoviert wurde. 
Von 1972 bis 1973 arbeitete Kruse als Wissenschaftlicher Mitarbeiter bei Manfred Windfuhr an der historisch-kritischen Düsseldorfer Heine-Ausgabe, diente vorübergehend als Referendar im Höheren Schuldienst am St. Hildegardis-Gymnasium Duisburg und übernahm bei Wilhelm Gössmann eine Stelle als Wissenschaftlicher Assistent an der Pädagogischen Hochschule Rheinland in Neuss. 
1975 wurde er als Nachfolger von Eberhard Galley zum Direktor des Düsseldorfer Heinrich-Heine-Instituts berufen, das sich zum Literaturmuseum und Kulturarchiv für die rheinisch-bergische Region entwickelte. Er versah diese Aufgabe 34 Jahre bis zur Pension 2009. Parallel lehrte Kruse zudem am Germanistischen Seminar der seit 1988/89 nach Heinrich Heine benannten Universität Düsseldorf. Er wurde dort 1986 mit einer Honorarprofessur für Neuere Deutsche Literaturwissenschaft betraut. 1990 unterrichtete er als Gastprofessor am Department of Germanic Studies der University of Maryland College Park und als Max Kade Visiting Professor für 2007 am German Studies Department des Dartmouth College in Hanover/New Hampshire, beide Male in den USA. Kruses Arbeit umfasste auch literarische Zeitgenossen Heines in Ausstellungen, Kolloquien und Veröffentlichungen des Heine-Instituts. 
Kruse übte seit 1977 verschiedene Funktionen in der Heinrich-Heine-Gesellschaft Düsseldorf aus, zuerst als deren 2. Vorsitzender, dann viele Jahre als ihr Geschäftsführer und schließlich von 2004 bis 2016 als 1. Vorsitzender; 2017 wurde er zum Ehrenmitglied ernannt. Daneben war er in der Düsseldorfer Volksbühne e.V. engagiert: von 2003 bis 2016 hatte er den Vorsitz dieser Besucherorganisation inne, verblieb danach bis 2019 im Vorstand und wurde als Ehrenvorsitzender verabschiedet. Ehrenamtliche Vorstandstätigkeiten versah er unter anderem ebenso in der Arbeitsgemeinschaft literarischer Gesellschaften und Gedenkstätten (ALG) in Berlin, im Haus der Sprache und Literatur in Bonn sowie im LiteraturRat NRW. Auch dem Ausschuss des Kleist-Museums in Frankfurt/Oder galt bis zu dessen 2019 erfolgten Umwandlung zur Stiftung sein Einsatz; er wurde danach Mitglied des Förderkreises. Von 2014 bis einschließlich 2024 war er Mitglied des Vorstands der Gesellschaft der Freunde und Förderer des Theodor-Fontane-Archivs zu Potsdam.
Von 1977 bis 2009 gab Kruse das Heine-Jahrbuch heraus, von 1978 bis 2009 die Heine-Studien sowie weitere Reihen des Heine-Instituts. 2002 initiierte er seitens des Heine-Instituts das Heinrich-Heine-Portal als digitales Informationssystem der Werke, Briefe, Dokumente, das mit Unterstützung der Deutschen Forschungsgemeinschaft und der Kunststiftung NRW bis 2007 gemeinsam mit dem Kompetenzzentrum für elektronische Erschließungs- und Publikationsverfahren in den Geisteswissenschaften an der Universität Trier erarbeitet wurde. Er gehört zu den Autoren des von den Stadtarchivaren Clemens von Looz-Corswarem und Benedikt Meurer 2012 herausgegebenen enzyklopädischen Nachschlagewerks Das große Düsseldorf-Lexikon.
Seit 2010 lebt er in Berlin. 2014 erschien im Verlag Edition Virgines seine Autobiographie.

## Auszeichnungen
- Moses-Mendelssohn-Medaille 2024
- Bundesverdienstkreuz am Bande (1994)[2]
- Chevalier dans l’Ordre des Palmes Académiques (1995)[2]
- Heinrich-Heine-Taler (2017 neu geschaffen und gemeinsam von Heine-Gesellschaft und Heine-Institut vergeben)

## Wissenschaftliche Veröffentlichungen

### Monografien
- Heines Hamburger Zeit. Hoffmann & Campe Verlag, Hamburg 1972 (= Heine-Studien), zugl. Phil. Diss. Universität Bonn 1972, ISBN 3-455-04015-2.
- Heinrich Heine. Leben und Werk in Daten und Bildern. Insel Verlag, Frankfurt am Main 1983, ISBN 3-458-32315-5.
- Heine und Düsseldorf. 2. erweiterte Auflage. Droste Verlag, Düsseldorf 1998, ISBN 3-7700-1096-5.
- Denk ich an Heine. Biographisch-literarische Facetten. Droste Verlag, Düsseldorf 1986, ISBN 3-7700-0709-3.
- Heinrich-Heine-Institut Düsseldorf. Westermann, Braunschweig 1991.
- Heine-Zeit. Metzler Verlag, Stuttgart / Weimar 1997, ISBN 3-476-01529-7.
- Heinrich Heine in Potsdam 1829. Band 38. Frankfurter Buntbücher Verlag, Kleist-Museum, Frankfurt/Oder 2004.
- Heinrich Heine. Leben, Werk, Wirkung. Suhrkamp BasisBiographie, Frankfurt am Main 2005, ISBN 3-518-18207-2.
- Heine und die Folgen. Metzler Verlag, Stuttgart / Weimar 2016, ISBN 3-476-02652-3.

### Herausgeberschaft
- Heinrich Heine, Reisebilder. Mit einem Nachwort von Joseph A. Kruse und zeitgenössischen Illustrationen, Insel Verlag, Frankfurt am Main 1980, ISBN 3-458-32144-6.
- Karl Immermann 1796–1840, ein Dichter zwischen Poesie und sozialer Wirklichkeit, Ausstellung des Heinrich-Heine-Instituts, Düsseldorf, 26. August bis 7. Oktober 1980, Hrsg. Joseph A. Kruse.
- Der späte Heine 1848–1856, Heinrich Heine, Hrsg. v. Gössmann, Wilhelm und Kruse, Joseph A., Verlag Hoffmann und Campe, Hamburg 1982 (=Heine-Studien), ISBN 3-455-09910-6.
- Das junge Deutschland: Kolloquium zum 150. Jahrestag des Verbots vom 10. Dezember 1835, Düsseldorf, 17. bis 19. Februar 1986. Hrsg. von Joseph A. Kruse und Bernd Kortländer. Verlag Hoffmann & Campe, Hamburg 1987 (= Heine-Studien), ISBN 3-455-09915-7.
- Literatur: Verständnis und Vermittlung. Eine Anthologie für Wilhelm Gössmann zum 65. Geburtstag. Hrsg. von Joseph A. Kruse, Klaus-Hinrich Roth und Monika Salmen. Cornelsen, Düsseldorf 1991, ISBN 3-464-59802-0.
- „Ich Narr des Glücks“: Heinrich Heine 1797 bis 1856. Bilder einer Ausstellung; [11. Mai 1997 bis 20. Juli 1997, städtische Kunsthalle Düsseldorf; 16. September 1997 bis 1. November 1997, Couvent des Cordeliers, Paris] / [Veranstalter Heinrich-Heine-Institut der Landeshauptstadt Düsseldorf und der städtischen Kunsthalle Düsseldorf in Verbindung mit dem Kunstverein für die Rheinlande und Westfalen, Düsseldorf und dem Kunstmuseum Düsseldorf im Ehrenhof]. Hrsg. von Joseph A. Kruse unter Mitwirkung von Ulrike Reuter und Martin Hollender. Metzler Verlag, Stuttgart und Weimar 1997, ISBN 3-476-01525-4.
- La Loreley et la liberté: Heinrich Heine (1797 bis 1856); un poète allemand de Paris / éd. par Joseph A. Kruse en collab. avec Ulrike Reuter et Martin Hollender, Ed. Du Cerf, Paris 1997, ISBN 2-204-05799-1.
- „Ich liebe doch das Leben“. Ein Lesebuch / Heinrich Heine. Hrsg. von Joseph A. Kruse. Insel Verlag, Frankfurt am Main und Leipzig 1997, ISBN 3-458-16845-1.
- Burgis Heine: Burgi Kühnemann: Heinrich Heine – Buchkunst, Installation; Ausstellung (u. a.) im Heinrich-Heine-Institut vom 18. Februar – 20. April 1997, Droste Verlag, Düsseldorf 1997, Hrsg. Joseph A. Kruse, ISBN 3-7700-1078-7.
- Aufklärung und Skepsis. Internationaler Heine-Kongreß 1997 zum 200. Geburtstag. Hrsg. von Joseph A. Kruse, Bernd Witte und Karin Füllner. Metzler Verlag, Stuttgart und Weimar 1998, ISBN 3-476-01621-8.
- Literatur in den Rheinlanden und in Westfalen, Literatur in Nordrhein-Westfalen. 4 Bde. Texte aus hundert Jahren, Hrsg. Joseph A. Kruse, Norbert Oellers und Hartmut Steinecke, Insel Verlag, Frankfurt am Main 1995–1998, ISBN 3-458-06515-6.
- Heinrich Heine, Mein Leben. Autobiographische Texte, Hrsg. von Joseph A. Kruse mit zahlreichen Abbildungen, Insel Verlag, Frankfurt am Main und Leipzig 2005, ISBN 3-458-34854-9.
- Heine für Gestreßte, Ausgewählt von Joseph A. Kruse, Insel Verlag, Frankfurt am Main und Leipzig 2005, ISBN 3-458-34855-7:
- Das letzte Wort der Kunst. Heinrich Heine und Robert Schumann zum 150. Todesjahr. Hrsg. von Joseph A. Kruse unter Mitarbeit von Marianne Tilch, in Zusammenarbeit mit Ulrike Groos und Bernard R. Appel. Metzler Verlag und Bärenreiter Verlag, Stuttgart und Kassel 2006, ISBN 3-476-02152-1.
- Übergänge. Zwischen Künsten und Kulturen. Internationaler Kongress zum 150. Todesjahr von Heinrich Heine und Robert Schumann. Hrsg. von Henriette Herwig, Volker Kalisch, Bernd Kortländer, Joseph A. Kruse und Bernd Witte. Metzler Verlag, Stuttgart und Weimar 2007, ISBN 3-476-02184-X.
- Heine für Boshafte, Ausgewählt von Marianne Tilch und Joseph A. Kruse, Insel Verlag, Frankfurt am Main und Leipzig 2008, ISBN 978-3-458-34973-0.
- Felix Mendelssohn Bartholdy: Verzeiht den schändlich schlechten Brief, Marianne Tilch und Joseph A. Kruse, Droste Verlag, Düsseldorf 2009, ISBN 3-7700-1354-9.
- Deutschland. Ein Wintermärchen (mit Christian Liedtke und Marianne Tilch). Suhrkamp Verlag, Berlin 2010, ISBN 978-3-518-18906-1.
- Immermanns theatralische Sendung: Karl Leberecht Immermanns Jahre als Dramatiker und Theaterintendant in Düsseldorf (1827–1837) – Zum 175. Todestag Immermanns am 25. August 2015, Hrsg. Sabine Brenner Wilczek, Peter Hasubek und Joseph A. Kruse, Peter Lang Verlag, Frankfurt am Main 2016, ISBN 978-3-631-66687-6.

## Literarische Veröffentlichungen
- Gelbe Saison. Erzählung. Braun, Köln 1977, ISBN 3-88097-071-8.
- Zentaura. Künstlerbuch. Kassette mit 12 Ätzungen von Boris Fröhlich und einem Text von Joseph A. Kruse im Handsatz und Handdruck. Atelier Boris Fröhlich, Neuss 1982 [Illustration].
- Metaphern. Bilder und Texte. 9 Zinkographien von Boris Fröhlich mit Texten von Joseph A. Kruse. Atelier Boris Fröhlich, Neuss 1984 [Illustration], ISBN 3-926054-00-X.
- Gestern. Prosa. van Acken, Krefeld 1988 [Illustration von Boris Fröhlich].
- Rose-Marie Nöcker, Troia Sive Xantum, Variationen eines grossen Themas, Ausstellung in der Buchgalerie Renate Mergemeier, Düsseldorf 1995.
- Sizilien mein Sommerland [Künstlerbuch]. 9 Gedichte. Edition Gentenberg, Düsseldorf 1995 [Illustration Theresia Schüllner].
- Ägyptische Momente. 7 Prosatexte. Edition Gentenberg, Düsseldorf 1996  [Gestaltung Theresia Schüllner].
- Chinesische Fahrt. Drei Lamentationen aus Liebe. 3 Prosatexte. Edition Gentenberg, Düsseldorf 1999 [Gestaltung Theresia Schüllner].
- Bastarde sind wir alle oder George Sand besuchen. Edition Gentenberg, Düsseldorf 2004 [Gestaltung: Theresia Schüllner].
- Düsseldorf. Ansichten. Prosa. Radierungen von Editha Hackspiel, Droste Verlag, Düsseldorf 2006, 2. Auflage 2011, ISBN 978-3-7700-1250-3.
- Neuenglisches Frühjahr. Ein amerikanisches Triptychon. Edition XIM Virgines, Düsseldorf 2008, ISBN 978-3-934268-61-6.
- Und dann und wann. Erinnerungssplitter. Edition Virgines, Düsseldorf 2014, ISBN 978-3-944011-24-0
- Manns-Bilder. 10 Gedichte. Korenmaat, Haarlem 2019.